# John Montgomery (Politiker, 1722)
John Montgomery (* 1722 in Irland; † 3. September 1808 in Carlisle, Pennsylvania) war ein irisch-amerikanischer Politiker, der als Delegierter aus Pennsylvania am Kontinentalkongress teilnahm.
John Montgomery und seine Familie verließen ihre irische Heimat im Jahr 1740 und wanderten nach Nordamerika aus, wo sie sich im Gebiet der heutigen Stadt Carlisle in Pennsylvania niederließen. Er wurde dort Bezirksrichter und später Offizier. Im dritten Bataillon Pennsylvanias bekleidete er den Rang eines Captain und nahm 1758 während des Franzosen- und Indianerkrieges an den Kämpfen um das Fort Duquesne teil. Im Verlauf der amerikanischen Revolution schloss sich Montgomery dem Committee of Safety von Pennsylvania an. Diese Gremien übernahmen im Lauf der Zeit die eigentliche Verwaltung von den britischen Kolonialbehörden. Während des Unabhängigkeitskrieges hatte er im Regiment des Cumberland County den Rang eines Colonel der Kontinentalarmee inne.
Sein erstes politisches Mandat übernahm Montgomery zwischen 1781 und 1782 als Mitglied der Pennsylvania General Assembly.
Von 1782 bis 1784 wurde er als Delegierter seines Staates zu den Sitzungen des Kontinentalkongresses entsandt, der zu dieser Zeit in Philadelphia, Princeton, Annapolis und Trenton tagte. Im Jahr 1787 fungierte er als Ortsvorsteher (Burgess) von Carlisle, ehe er 1794 zum Richter im Cumberland County ernannt wurde.
John Montgomery zählte außerdem zu den Gründern des Dickinson College in Carlisle und gehörte dessen Leitungsgremium (Board of Trustees) bis zu seinem Tod im September 1808 an. Sein Sohn John (1764–1828) wurde ebenfalls Politiker und saß von 1807 bis 1811 als Abgeordneter aus Maryland im Repräsentantenhaus der Vereinigten Staaten.